# Войцех, Анатолий Петрович
Войцех, Анатолий Петрович (Павлович) (11 ноября 1937, Бобруйск — 25 января 2001, там же) — советский и белорусский шахматист; мастер спорта СССР (1973, по результатам заочных соревнований), международный мастер ИКЧФ (Международной федерации шахматной игры по переписке, 1988). Инженер-механик.
Чемпион города Бобруйска, участник трёх первенств БССР по обычным шахматам.
Лучшие результаты в игре по переписке: чемпион СССР (в 11-м чемпионате 1973—1975), 3-е место в 10-м чемпионате СССР (1971—1972), 1-е место на 3-й доске в 5-м командном чемпионате СССР (1975—1978), золотая медаль в составе сборной команды СССР на 1-м чемпионате Европы (1977—1982).